# Donald H. Peterson
Donald Herod Peterson (Winona, Mississippi, 1933. október 22. – El Lago, Texas, 2018. május 27.) amerikai mérnök, űrhajós, ezredes.

## Életpályája
1955-ben a Amerikai Egyesült Államok West Point Katonai Akadémiáján szerzett főiskolai diplomát. Repülőgép-vezetői képzését követően négy évig oktatóként szolgált. 1962-ben az Air Force Institute of Technologyn nukleáris technológiából mérnöki diplomát kapott. Három évig nukleáris elemző, majd a taktikai légierő tagja. Repülőgéppel és űrrepülőgéppel összesen 5300 órát töltött repüléssel.
1967. június 30-tól a Manned Orbital Laboratory (MOL) program részese. 1969-ben a program megszűnésekor a NASA 7. csoportjának állományába került, és a Lyndon B. Johnson Űrközpontban részesült űrhajóskiképzésben. Űrszolgálati támogatóként (kiképzett űrhajós, tanácsadó, problémamegoldó) az Apollo–16 munkáját segítette.
Egy repülés során 5 napot, 23 percet és 42 másodpercet (120 óra) töltött a világűrben. Űrhajós pályafutását 1984 decemberében fejezte be. Ezután a NASA keretében tanácsadóként tevékenykedett.

## Űrrepülések
A Challenger űrrepülőgép első repülésén (STS–6) pilóta. A TDRSS–1 műholdat állították pályára, valamint több kutatási és kísérleti feladatot hajtottak végre. Musgrave űrhajós társával a küldetés 4. napján, (április 7-én, 4 óra 17 perc) sikeresen végrehajtotta a Space Shuttle program első űrsétáját (EVA). Az űrséta során első alkalommal használták az Extravehicular Mobility Unit (EMU) űrruhákat. 3 370 437 kilométert (2 100 000 mérföld) repült, 80 alkalommal kerülte meg a Földet.